# Klotylda Vilemína Apponyiová
Klotylda Vilemína Apponyiová rozená z Mensdorff-Pouilly (německy Clotilde „Klotild“ Apponyi; 23. prosince 1867 Vídeň – 1. září 1942 Budapešť) byla česko-maďarská šlechtična, aktivistka za práva žen a diplomatka.

## Život
Klotylda Vilemína Josefa Gabriela Marie Inocencie z Mensdorff-Pouilly a Ditrichštejna-Mikulova (Clotilde Wilhelmina Josepha Gabriela Maria Innocenza von Mensdorff-Pouilly) byla dcerou rakouského politika knížete Alexandra z Mensdodff-Pouilly dědice panství ditrichštejnsko-mikulovského a jeho manželky Alexandriny „Aline“ z Ditrichštejna, dcery a dědičky knížete Josefa z Ditrichštejna. V roce 1897 se provdala za maďarského politika hraběte Alberta Apponyiho.
Od roku 1908 byla předsedkyní spolku Klotild pro zprostředkování ženské práce, od roku 1910 předsedkyní aliance maďarských ženských spolků (MNSz), od roku 1913 členkou představenstva Katolické ochranného svazu žen, od roku 1930 předsedkyní spolku arcivévodkyně Marie Dorotey pro ženy-učitelky a dalších dobročinných spolků.
Jako předsedkyně MNSz se v roce 1912 obrátila na maďarský parlament s žádostí na volební právo žen a v roce 1918 reformu veřejně podpořila. Po první světové válce se jako předsedkyně MNSz stala mluvčí nesocialistických ženských spolků Maďarska na rozdíl od levicového MANSz za Cécile Tormayové.
V roce 1929 protestovala proti návrhu na zrušení práva žen ucházet se o práci ve státních úřadech a v roce 1939 učinila totéž proti návrhu zakázat vdaným ženám vykonávat úřad ve státní správě.
Během první světové války byla neformální vyslankyní Uherska ve Švýcarsku a v letech 1928–1934 sloužila jako subdelegátka u Společnosti národů v Ženevě a v letech 1935–1937 jako delegátka pro Maďarsko.
Zemřela 1. září 1942 v Budapešti.